# Cléber Américo da Conceição
Cléber Américo da Conceição, conosciuto come Cléber (Belo Horizonte, 26 luglio 1969), è un allenatore di calcio ed ex calciatore brasiliano, di ruolo difensore.

## Caratteristiche tecniche
Difensore centrale dal fisico potente, aiutava i terzini a sganciarsi in azioni offensive grazie alla sua copertura difensiva. Ha giocato spesso in coppia con Roque Júnior e Antônio Carlos.

## Carriera

### Club
Cléber inizia la sua carriera nel calcio professionistico nel 1989 con l'Atlético Mineiro, con il quale vince due campionati statali. Nel 1991, passa al Logroñes, squadra spagnola. Trasferitosi nel 1993 al Palmeiras, vi gioca fino al 1999 diventando uno dei giocatori più rappresentativi del club in quegli anni. Nel 2000 lascia Palmeiras e passa al Cruzeiro, grande rivale dell'Atlético Mineiro, squadra in cui ha debuttato. Nel 2000 vince la Coppa del Brasile e la Copa Sul-Minas nel 2001. Dopo un'esperienza al Santos Futebol Clube e all'Yverdon, passa al Figueirense nel 2003, rimanendovi fino al 2006 quando passa al São Caetano, sua ultima squadra.

### Nazionale
Ha giocato 11 partite con la maglia della Nazionale di calcio brasiliana, senza mai segnare, ed ha partecipato alla Copa América 1991.

## Palmarès

### Giocatore

#### Club

##### Competizioni statali
- Campionato Mineiro: 2

Atlético Mineiro: 1989, 1991
- Campionato paulista: 2

Palmeiras: 1994, 1996
- Campionato Catarinense: 1

Figueirense: 2004

##### Competizioni nazionali
- Campionato brasiliano: 2

Palmeiras: 1993, 1994
- Coppa del Brasile: 1

Palmeiras: 1998
Cruzeiro: 2000

##### Competizioni internazionali
- Coppa Mercosur: 1

Palmeiras: 1998
- Coppa Libertadores: 1

Palmeiras: 1999

#### Competizioni regionali
- Copa Sul-Minas: 1

Cruzeiro: 2001

#### Individuale
- Bola de Prata: 1

1994